# Cryptocranium
Cryptocranium is een kevergeslacht uit de familie van de boktorren (Cerambycidae). De wetenschappelijke naam van het geslacht werd voor het eerst geldig gepubliceerd in 1830 door Lacordaire.

## Soorten
Cryptocranium omvat de volgende soorten:
- Cryptocranium cazieri Lane, 1958
- Cryptocranium laterale Lacordaire, 1830